# 谷口尚真
谷口 尚真（たにぐち なおみ、1870年4月17日（明治3年3月17日） - 1941年（昭和16年）10月31日）は、日本の海軍軍人。第18代連合艦隊司令長官、第14代軍令部長。海軍大将従二位勲一等功四級。海軍良識派を代表した一人と言われる提督である。

## 人物・来歴

### 略歴
広島県広島市田中町（現中区田中町）に広島藩士（足軽）谷口真郷の二男として生まれる。1892年、海軍兵学校卒業(19期)。同期に百武三郎がいる。1894年、巡洋艦「高雄」に乗り込み日清戦争に従軍。1902年、海軍大学校(甲種)卒業。1904年、「浪速」乗り込みの参謀として日露戦争に出征。戦争途中で少佐に累進し軍令部参謀となって海軍作戦に参画。1921年、中将。1923年、海軍兵学校校長に就任、同校教育に情熱を注いだ。1926年及び1929年、呉鎮守府司令長官。1928年、大将。同年、第18代連合艦隊司令長官に就任。1930年、ロンドン海軍軍縮会議を巡って海軍が二分し始めた同年、海軍軍令部長に就任。無条約派（艦隊派）が大勢を占め、青年将校や予備役将官らの反対を受ける中、条約派の谷口は、海軍部内の調整に努め批准実現に貢献した。しかし1933年、大角人事で予備役に編入された。
1941年10月30日薨去。

### 人物
その謹厳な人柄から「海の乃木」とも称された。第二艦隊司令長官時代、あまりの謹厳さに閉口した参謀長の米内光政が「河の水 魚棲むほどの 清さかな」と色紙に書いて進呈し、谷口も「（ご忠告）ありがとう」と笑って受け取ったという逸話がある。しかし、米内は谷口の「米英と戦わず」の考えに共鳴し、谷口が予備役になった後の意志を受け継いだ。谷口の葬儀の際「しばしおさらばです」と谷口の棺の前で膝をついて手を合わせた姿が非常に印象に残ったと長男の真が述べている。兵学校長時代には生徒の鉄拳制裁を禁止した。また教育参考館を設立し、館内には戦死者の遺品のほか、「ビーグル号」の船体の一部など文化財も展示している。著作に『大海軍発展秘史』がある。妻は柳楢悦の娘で、長男と次男はともに海軍少佐である。

### 軍令部長
谷口は艦隊派の軍令部長・加藤寛治の後任として軍令部長に就任した。ちなみに軍令部次長は永野修身海軍中将が務めた。
谷口は軍縮会議から帰国する財部彪は四面楚歌状態であったが、斎藤実とともにねぎらった。軍令部長就任後満州事変が勃発したが、海軍は事前に情報を得ており、谷口は満州事変が日米戦争につながることを懸念して満州事変を起こしてはならないと反対した。事変勃発後も大陸出兵を図る陸軍の動きに反対し、海軍艦艇の派遣を拒否している。こうした谷口の態度を加藤から聞かされていた元帥・東郷平八郎は、"谷口はなんでも弱い"と不満を抱き、谷口を面罵した。結局谷口は同様の考えであった次長・百武源吾とともに軍令部を追われることとなった。

### 大佐以降の補職
- 装甲巡洋艦・常磐艦長
- 巡洋戦艦・生駒艦長
- 戦艦・榛名艦長
- 軍令部第三班長
- 海軍省先任副官
- 人事局長
- 馬公要港部司令官
- 練習艦隊司令官
- 海軍兵学校校長
- 呉鎮守府司令長官
- 第二艦隊司令長官
- 連合艦隊兼第一艦隊司令長官
- 軍令部長
- 軍事参議官

## 栄典
位階
- 1894年（明治27年）10月22日 - 正八位[7]
- 1898年（明治31年）
  - 3月8日 - 従七位[8]
  - 8月18日 - 正七位[9]
- 1903年（明治36年）11月10日 - 従六位[10]
- 1907年（明治40年）11月30日 - 正六位[11][12]
- 1913年（大正2年）2月10日 - 従五位[11][13]
- 1918年（大正7年）1月30日 - 正五位[11][14]
- 1921年（大正10年）12月28日 - 従四位[11][15]
- 1925年（大正14年）10月15日 - 正四位[11][16]
- 1928年（昭和3年）4月16日 - 従三位[11][17]
- 1931年（昭和6年）5月1日 - 正三位[11][18]
- 1941年（昭和16年）10月31日 - 従二位[11][19]

勲章等
- 1895年（明治28年）11月18日 - 勲六等単光旭日章[11][20]・明治二十七八年従軍記章[21]
- 1901年（明治34年）5月31日 - 勲五等瑞宝章[22]
- 1902年（明治35年）5月10日 - 明治三十三年従軍記章[23]
- 1905年（明治38年）5月30日 - 勲四等瑞宝章[11][24]
- 1906年（明治39年）4月1日 - 功四級金鵄勲章・旭日小綬章[11]・明治三十七八年従軍記章[25]
- 1912年（明治45年）5月24日 - 勲三等瑞宝章[11][26]
- 1915年（大正4年）11月7日 - 旭日中綬章[11]・大正三四年従軍記章[27]
- 1920年（大正9年）
  - 9月29日 - 勲二等瑞宝章[11][28]
  - 11月1日 - 旭日重光章[11][29]
- 1921年（大正10年）7月1日 - 第一回国勢調査記念章[30]
- 1927年（昭和2年）7月18日 - 勲一等瑞宝章[11][31]
- 1932年（昭和7年）10月15日 - 旭日大綬章[11][32]
- 1934年（昭和9年）4月29日 - 金杯一組[11]
- 1940年（昭和15年）8月15日 - 紀元二千六百年祝典記念章[33]